# Hanging Glacier (Mount Shuksan)
Der Hanging Glacier (dt. etwa „Hanggletscher“) ist ein Gletscher im North Cascades National Park im US-Bundesstaat Washington. Er befindet sich an den Nordhängen des Mount Shuksan. Der Hanging Glacier ist an seiner oberen Grenze mit dem Crystal Glacier verbunden und fließt auch in den Upper Curtis Glacier. Der Hanging Glacier liegt an der 1939 zum ersten Aufstieg auf den Mount Shuksan genutzten Route.:69